# Stazione di Darmstadt Nord
La stazione di Darmstadt Nord è una stazione ferroviaria nella città di Darmstadt, in Germania. È situata lungo la ferrovia del Reno-Meno e la ferrovia dell'Odenwald.
La stazione fu costruita tra il 1909 e il 1912 al servizio dei lavoratori della vicina azienda Merck. Fu inaugurata il 28 aprile 1912 e il servizio ferroviario cominciò il 15 maggio 1912.
Il fabbricato viaggiatori, sottoposto a vincolo architettonico, è un edificio a ponte costruito a cavallo dei binari. Il tetto della pensilina tra i binari 1 e 2 è costruito in ferro in stile classicista e proviene da una stazione più antica oggi non più esistente.
La stazione è punto di incontro delle ferrovie per Darmstadt Centrale, Francoforte Centrale, Babenhausen e Reinheim; vi passa inoltre una linea di collegamento dedicata al servizio merci tra Darmstadt Kranichstein e Weiterstadt.

## Servizi e interscambi
La stazione dispone di:
- Biglietteria automatica
- Armadio di consegna spedizioni DHL

e consente l'interscambio con gli altri mezzi di trasporto pubblico tramite:
- Fermata autobus e tram RMV